# 13367 Jiří
13367 Jiří è un asteroide della fascia principale. Scoperto nel 1998, presenta un'orbita caratterizzata da un semiasse maggiore pari a 3,1961956 UA e da un'eccentricità di 0,0747978, inclinata di 16,18703° rispetto all'eclittica.
L'asteroide è dedicato all'astronomo ceco Jiří Borovička.